# Adil El Arbi és Bilall Fallah
Adil El Arbi (1988. június 30.–) és Bilall Fallah (1986. január 4.–) belga film- és televíziós rendezők.

## Pályafutásuk
Adil El Arbi és Bilall Fallah együtt jártak a filmiskolába. Az első általuk rendezett projekt a Broeders (2011) című rövidfilm volt, amely kritikai elismerést kapott; későbbi filmjeik, a Fekete (2015) és a Patser (2018), szintén pozitív fogadtatást kaptak. Ők rendezték a Fehér hó televíziós sorozat első két epizódját, amely 2017. július 5-én és július 12-én sugároztak, valamint Dimitri Vegas & Like Mike "When I Grow Up" című zenevideóját, amelyhez Wiz Khalifa amerikai rapper is közreműködött. A Bad Boys – Mindörökké rosszfiúk közös rendezésükön kívül, Arbi és Fallah a Beverly Hills-i zsaru 4. közvetlen direktoruk lesznek, ami a Beverly Hills-i zsaru negyedik része, amelyben Eddie Murphy visszatér megszokott szerepében.

## Filmográfia

### Nagyjátékfilmek
| Év   | Magyar cím                      | Eredeti cím           | Rendezők | Írók | Alkotók |
| ---- | ------------------------------- | --------------------- | -------- | ---- | ------- |
| 2014 |                                 | Image                 | Igen     | Igen | Igen    |
| 2015 | Fekete                          | Black                 | Igen     | Igen | Igen    |
| 2018 |                                 | Gangsta               | Igen     | Igen | Igen    |
| 2020 | Bad Boys – Mindörökké rosszfiúk | Bad Boys for Life     | Igen     | Nem  | Nem     |
| 2022 |                                 | Rebel                 | Igen     | Igen | Nem     |
| 2024 | Bad Boys – Mindent vagy többet  | Bad Boys: Ride or Die | Igen     | Nem  | Nem     |
| TBA  |                                 | Batgirl               | Igen     | Nem  | Nem     |

### Rövidfilmek
| Év   | Cím          | Rendezők | Írók         | Alkotók       |
| ---- | ------------ | -------- | ------------ | ------------- |
| 2011 | Broeders     | Igen     | Adil El Arbi | Nem           |
| 2016 | Patient Zero | Nem      | Nem          | Bilall Fallah |
| 2017 | Hashtag      | Igen     | Igen         | Igen          |

### Televíziós sorozatok
| Év   | Cím        | Rendezők | Írók | Vezető Producerek | Megjegyzés         |
| ---- | ---------- | -------- | ---- | ----------------- | ------------------ |
| 2012 | Bergica    | Igen     | Igen | Nem               |                    |
| 2017 | Fehér hó   | Igen     | Nem  | Nem               | 2 epizód           |
| 2021 | Soil       | Igen     | Nem  | Nem               | 2 epizód           |
| 2022 | Ms. Marvel | Igen     | Nem  | Igen              | 2 epizód           |
| TBA  | Scalped    | Igen     | Nem  | Nem               | 1 epizód kiadatlan |